# Henry Grattan

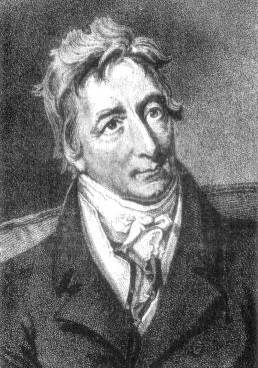
Henry Grattan

Henry Grattan (* 3. Juli 1746 in Dublin; † 6. Juni 1820 in London) war ein irischer Politiker, der für die parlamentarische Souveränität Irlands vom Vereinigten Königreich eintrat, so dass aufgrund seines Einsatzes das Irish House of Commons zwischen 1782 und 1800 umgangssprachlich auch „Grattans Parlament“ genannt wurde. Darüber hinaus bemühte er sich insbesondere um die Emanzipation der Katholiken in Irland. 

## Leben

### Mitglied des Irish House of Commons
Grattan, Sohn des langjährigen Dubliner Stadtschreibers James Grattan, studierte nach dem Schulbesuch am Trinity College der Universität Dublin und entdeckte dort seine Leidenschaft für klassische Literatur und die Kunst des Debattierens. 1772 erhielt er zwar die anwaltliche Zulassung, war jedoch kaum als Rechtsanwalt tätig. Gemeinsam mit seinem langjährigen Freund Henry Flood befasste er sich mit dem Studium der Werke von Henry St. John, 1. Viscount Bolingbroke und Hadrianus Junius. Bei einem Besuch des House of Lords fand er grenzenlose Bewunderung für die Redekunst von William Pitt, 1. Earl of Chatham und verfasste darüber einen Artikel in der Zeitschrift Baratariana.
Floods Einfluss trug wesentlich zum Beginn von Grattans politischer Laufbahn bei. 1775 wurde er mit Unterstützung von James Caulfeild, 1. Earl of Charlemont Mitglied des Parlaments von Irland (Irish House of Commons) für Charlemont und kurz darauf Führer der Nationalen Partei als Nachfolger Floods, dessen Popularität abnahm. Hierfür war er insbesondere wegen seiner unübertroffenen Redekunst geeignet. Ihm fehlte zwar die von ihm so sehr bewunderte Gestik des Lord Chatham, die nachhaltige Würde von dessen Sohn William Pitt sowie die Kraft enger Schlussfolgerungen wie bei Charles James Fox und Flood, allerdings waren seine Reden mit Epigrammen gefüllt und drückten selten Glückseligkeit aus. Seine knappen und aussagekräftigen Sätze wurden mit tiefgründigen Aphorismen und Maximen der politischen Philosophie wie zum Beispiel von Edmund Burke angereichert. Grattan besaß darüber hinaus die Begabung, seine eigene Begeisterung auf seine Zuhörer zu übertragen und sie dadurch von der Bedeutung seiner Ziele zu überzeugen.

### Widerstand gegen das Poynings’ Law

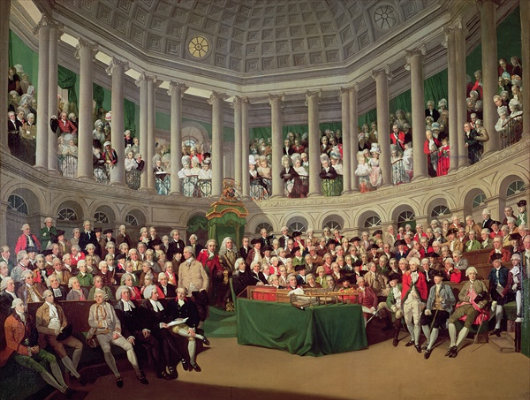
Grattan (rechts stehend, mit roter Jacke) bei einer Rede im Irish House of Commons (1780)

Das oberste Ziel der nationalen Partei (Irish Patriot Party) war die Loslösung des irischen Parlaments von der verfassungsmäßigen Bindung an den englischen Privy Council. Durch das sogenannte Poynings’ Law aus der Regierungszeit Heinrich VII. von England musste jeder Gesetzentwurf des irischen Parlaments zur Überprüfung an den Privy Council Englands übergeben werden, bevor diese nach dem Versehen mit dem Großen Siegel Englands vom irischen Parlament beraten werden durfte. Ein so geprüfter Gesetzentwurf durfte dann vom Irish House of Commons entweder angenommen oder abgelehnt, nicht jedoch geändert werden. Zahlreiche weitere englische Gesetze unterstrichen die vollständige Abhängigkeit des irischen Parlaments wie zum Beispiel die Aufhebung der Zuständigkeit des irischen Oberhauses (Irish House of Lords) für gerichtliche Berufungsverfahren. Letztlich versuchte das House of Commons in London die Gesetzgebung unter Ausschaltung des irischen Parlaments vollständig an sich zu ziehen.
Das Poynings’ Law wurde bereits von William Molyneux und Jonathan Swift abgelehnt und von Flood angegriffen, während Grattan für die vollständige Aufhebung dieser Regelung kämpfte. Die drohende Haltung der von Grattan instrumentalisierten Irish Volunteers auf ihrer Versammlung in Dungannon 1782 führte letztlich zum Einlenken Englands. Am 16. April 1782 hielt er vor dem Parlamentsgebäude eine von den Volunteers begeistert aufgenommene Rede, in der er die Unabhängigkeit des irischen Parlaments mit folgenden Worten erklärte:
„Ich fand Irland auf seinen Knien. Ich habe darüber mit väterlicher Fürsorge gewacht; ich habe den Fortschritt nach Verletzungen mit Waffen zurückgeholt, und von den Waffen zur Freiheit. Geist von Swift, Geist von Molyneux, euer Genius hat sich durchgesetzt! Irland ist jetzt eine Nation!“
‚I found Ireland on her knees. I watched over her with a paternal solicitude; I have traced her progress from injuries to arms, and from arms to liberty. Spirit of Swift, spirit of Molyneux, your genius has prevailed! Ireland is now a nation!‘
Nach einmonatigen Verhandlungen wurde die irischen Ansprüche bewilligt. Aus Dankbarkeit für seine Leistungen wurde ihm eine vom Parlament beschlossene Zuwendung von 100.000 Pfund bewilligt, die kurz vor seiner Zustimmung allerdings auf 50.000 Pfund halbiert wurde.

### „Grattans Parlament“

#### Loyalität gegenüber William Pitt
Eine der ersten Handlungen dieses unabhängigen irischen Parlaments, das wegen seines Einsatzes umgangssprachlich „Grattans Parlament“ genannt wurde, war ein Zeichen der Loyalität gegenüber Großbritannien durch die Annahme eines Votums für die Bereitstellung von 20.000 Seeleuten für die Royal Navy. Grattan selbst blieb zeitlebens gegenüber der britischen Krone und den Beziehungen zu Großbritannien treu. Er war allerdings besorgt gegenüber moderaten parlamentarischen Reformen und favorisierte anders als Flood die Emanzipation des Katholizismus. Es wurde jedoch offenkundig, dass die neue Unabhängigkeit des Irish House of Commons ohne notwendige Reformen zwecklos blieb.
Obwohl es nun frei von verfassungsmäßiger Kontrolle war, stand es nach wie vor unter dem Einfluss von Korruption, die die britische Regierung auf die „Undertakers“ genannten irischen Grundstückseigentümer ausübte beziehungsweise noch direkter auf hochrangige Verwaltungsmitarbeiter. Das neue Parlament verfügte über keine Kontrolle über die irische Verwaltung, da insbesondere der Lord Lieutenant of Ireland und des Chefsekretär als Repräsentanten des britischen Monarchen immer noch durch England ernannt wurden. Deren Amtszeit war durch die Wandlungen in der britischen, nicht jedoch irischen Parteipolitik bestimmt. Die Amtsbefugnisse in Irland erfolgten nach Beratung im britischen Kabinett. Dadurch war das Parlament keinesfalls eine Vertretung des irischen Volkes, da die große Mehrheit der Bevölkerung als Katholiken vom Wahlrecht ausgeschlossen waren. Außerdem stammten zwei Drittel der Mitglieder des Irish House of Commons aus kleinen Kreisen, die unter dem Einfluss eines einzigen Landbesitzer standen, dessen Unterstützung durch die verschwenderische Verteilungen von Peerages und Pensionen erkauft wurden.
Um dem neuen Parlament Stabilität und wahre Unabhängigkeit zu geben, musste Grattan Reformen durchsetzen. Grattan stritt dabei mit Flood nicht nur über einfache, „Simple Repeal“ genannte Reformen, sondern auch in der Frage des Fortbestands der Übereinkommen zu den Irish Volunteers. Er wandte sich gegen die Politik der Schutzzölle, sondern unterstützte Pitts bekannte Gewerbevorschläge im Jahr 1785 für den freien Handel zwischen Großbritannien und Irland, die jedoch aufgrund der Feindseligkeiten innerhalb der britischen Handelsmarine aufgegeben werden. Insgesamt gesehen unterstützte Grattan die britische Regierung nach 1782 für einige Zeit und trat 1785 für die zwingende Gesetzgebung aufgrund der Ausschreitungen der Whiteboys (Buachaillí Bána) ein, eines von Landwirten gegründeten irischen Geheimbundes.

#### Opposition gegenüber Pitt
Nachdem er jedoch keine persönliche Unterstützung Pitts hinsichtlich der parlamentarischen Reformen erfahren hatte, schloss er sich der Opposition an, in der er für die Umwandlung des Zehnten in Irland agitierte. 1788 unterstützte er die Whigs in der Regentschaftsfrage. 1790 wurde er Vertreter von Dublin City im irischen Parlament. 1792 hatte er Erfolg bei der Verabschiedung eines Gesetzes zur Einräumung des Wahlrechts an Katholiken und 1794 erarbeitete er gemeinsam mit William Ponsonby einen Gesetzreformentwurf, der nicht weniger demokratisch als der 1783 von Flood erarbeitete Gesetzesentwurf war.
Wie Flood sorgte er sich ebenfalls darüber, dass Großgrundbesitzer die Vormacht im Parlament haben, da „er zeitlebens eine starke Überzeugung hatte, dass, wenn Irland am besten durch irische Hände regiert werden könnte, die Demokratie in Irland unweigerlich zu Plünderung und Anarchie führen würde.“ (‚He had through the whole of his life a strong conviction that while Ireland could best be governed by Irish hands, democracy in Ireland would inevitably turn to plunder and anarchy.‘).

### Die katholische Frage
Zur gleichen Zeit wünschte er sich die Zulassung des römisch-katholischen Grundbesitzadels zur Mitgliedschaft im Irish House of Commons, was eine logische Konsequenz aus dem Relief Act von 1792 war. Die schwachen Bemühungen Grattans förderten schließlich jedoch wesentlich extremere Positionen, die aufgrund des Einflusses der Französischen Revolution auch in Irland aufkamen.
Die katholische Frage erreichte schnell größte Bedeutung und als eine einflussreiche Gruppe von Whigs 1794 der Regierung von Premierminister Pitt beitrat, wurde bekannt, dass das Amt des Lord Lieutenant of Ireland von William Fitzwilliam, 4. Earl Fitzwilliam übernommen werden sollte, der Grattans Ansichten teilte, wurden Erwartungen geweckt, dass die katholische Frage in einer für Irlands Katholiken zufriedenstellenden Weise gelöst werden könnte.
Dies schien auch Pitts Intention zu sein, obwohl es große Unstimmigkeiten gab wie weit Lord Fitzwilliam autorisiert war, Versprechen der Regierung zu geben. Nachdem Lord Fitzwilliam Grattan ins Vertrauen gezogen hatte, wurde vereinbart, dass Grattan einen Entwurf zur Katholikenemanzipation einbringen sollte und dieser dann die Unterstützung der Regierung erhalten sollte. Letztlich erschien es jedoch, dass der Lord Lieutenant entweder seine Instruktionen missverstanden oder erweitert hatte und deshalb bereits am 19. Februar 1795 abberufen wurde. In dem Aufschrei der Empörung, den dieses Ereignis produzierte und die Unzufriedenheit in Irland erhöhte, handelte Grattan mit auffällig gemäßigt und loyal, was von einem Mitglied des britischen Kabinetts gewürdigt wurde. Diese Regierung war jedoch zweifellos durch die Wünsche von König Georg III. beeinflusst und widerstand nunmehr den katholischen Forderungen, mit dem Ergebnis, dass das Land rasch in eine Rebellion geriet.
Grattam warnte die britische Regierung in einer Reihe meisterhafter Reden vor der gesetzlosen Situation, in die Irland geraten war. Allerdings verfügte er im Irish House of Commons nur über knapp vierzig Anhänger, so dass seine Reden weitgehend unbeachtet blieben.
Im Mai 1797 legte er sein Parlamentsmandat nieder. Kurz darauf verließ er seine bisherige moderate Haltung, in dem er die britische Regierung in einem hetzerischen Brief mit dem Titel Letter to the Citizens of Dublin angriff.

### Irische Rebellion von 1798 und Act of Union 1800

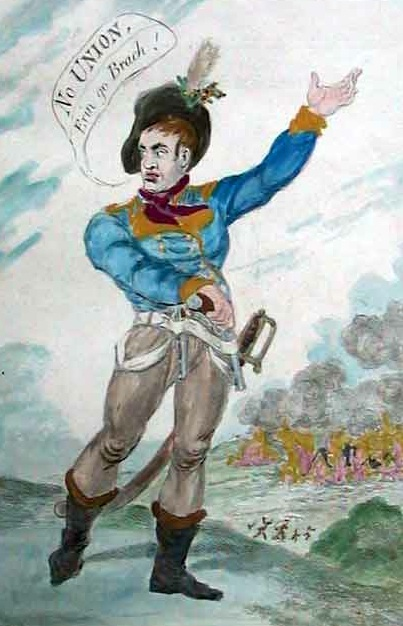
Grattan als Gegner des Act of Union in einer Karikatur von James Gillray (1798)

Zu dieser Zeit waren religiös bedingte Animositäten in Irland fast ausgestorben, so dass Menschen verschiedener Glaubensrichtungen bereit waren, sich für gemeinsame politische Ansichten zu vereinen. So kam es, dass sich die Presbyterianer aus dem Norden Irlands, die mehrheitlich republikanische Ansichten vertraten, mit einer Gruppe römisch-katholischer Iren zusammenschlossen, um die Society of United Irishmen zu bilden, die für aus Frankreich übernommene revolutionäre Ideen eintrat. Dies ging schließlich so weit, dass auch eine mögliche Invasion französischer Truppen begrüßt wurde. Dies führte schließlich zur irischen Rebellion von 1798, die hart und grausam unterdrückt wurde. 
Kurz darauf gab es wiederum ernsthafte Gespräche innerhalb der Regierung Pitt zur Begründung einer parlamentarischen Union zwischen Großbritannien und Irland, die seit Beginn des 18. Jahrhunderts immer wieder diskutiert wurde. Grattan gehörte zu den Ersten, die diese Idee wegen unversöhnlicher Feindschaft zurückwies. Andererseits konnten auch Vorteile benannt werden, da der Zustand von Grattans Parlament keine Sicherheit anbot. Die Meinungsverschiedenheiten bei der Regentschaftsfrage belegte deutlich, dass in Fragen königlichen Interesses die Politik des irischen und des britischen Parlaments einvernehmlich waren. Zum anderen war es unmöglich, dass zu einem Zeitpunkt in dem sich Großbritannien und Frankreich im Krieg befinden, das Kabinett die Gefahr ignorieren konnte, da die unabhängige Verfassung von 1782 keinen Schutz vor einer bewaffneten Revolte bot.
Die Irische Rebellion von 1798 setzte den wachsenden Versöhnungsversuchen zwischen Katholiken und Protestanten ein Ende und so flammten Gewalttätigkeiten aufgrund religiöser Ansichten auf, mit dem Ergebnis, dass die protestantischen Oranier und die Katholiken Irland in zwei feindliche Lager aufteilten. Aus Sicht der Geschichte der irischen Politik ist es ein merkwürdiger Umstand, dass von der protestantischen Kirche und besonders von den Oraniern der erbittertste Widerstand gegen eine Union ausging, während der Zuspruch zur Union im Wesentlichen vom katholischen Klerus und besonders von den Bischöfen ausging und insbesondere in Cork am größten war. Diese Haltung der Katholiken war begründet durch Pitts Ermutigung der Erwartung, dass die katholische Emanzipation, die Umwandlung des Zehnten und die Ausstattung der katholischen Priesterschaft mit der Regelung dieser Angelegenheit verbunden sind oder zumindest kurz darauf folgen würden.
Als die Regierung 1799 einen derartigen Gesetzentwurf einbrachte, wurde dieser vom Irish House of Commons abgelehnt. Die Popularität Grattans, der immer noch kein neues Mandat hatte, war zeitweise gesunken. Die Tatsache, dass seine Vorschläge für parlamentarische Reformen und die katholische Emanzipation zu den Schlagwörtern der revolutionären Society of United Irishmen wurden, brachten ihm erbitterte Feindschaft in den herrschenden Klassen ein. Dies ging so weit, dass er aus dem Privy Council ausgeschlossen, sein Porträt aus den Räumlichkeiten des Trinity College entfernt und sein Name aus der Liste der Gilde der Dubliner Kaufleute gestrichen wurde.
Allerdings führte die fortschreitende Zerstörung der Verfassung von 1782 dazu, dass Grattan als deren Verfasser seine alte Anerkennung beim irischen Volk wieder erhielt. Dazu trug auch bei, dass die Parlamentsferien durch die Regierung zur Bestechung genutzt wurde, um eine breite Mehrheit für ihre Politik zu erhalten.
Am 15. Januar 1800 traf sich das irische Parlament zu seiner letzten Sitzung. Am gleichen Tag erkaufte sich Gratten ein Parlamentsmandat für Wicklow Borough und erschien dann zu später Stunde während der Debatte im Parlamentsgebäude, um seinen Sitz einzunehmen. Dort hielt er, durch eine Krankheit geschwächt, eine außergewöhnliche, zweistündige letzte Rede vor dem Irish House of Commons gegen die Annahme des Gesetzesentwurfs und schloss mit den Worten:
„Ich werde hier mit der Treue zum Glück meines Landes, treu zu seiner Freiheit, treu zu ihrem Fall verbunden bleiben.“
‚I will remain anchored here with fidelity to the fortunes of my country, faithful to her freedom, faithful to her fall.‘
Der Gesetzentwurf zur Begründung der parlamentarischen Union (Act of Union 1800) wurde letztlich mit breiter Mehrheit verabschiedet und trat am 1. Januar 1801 in Kraft.

### Mitglied des britischen Unterhauses

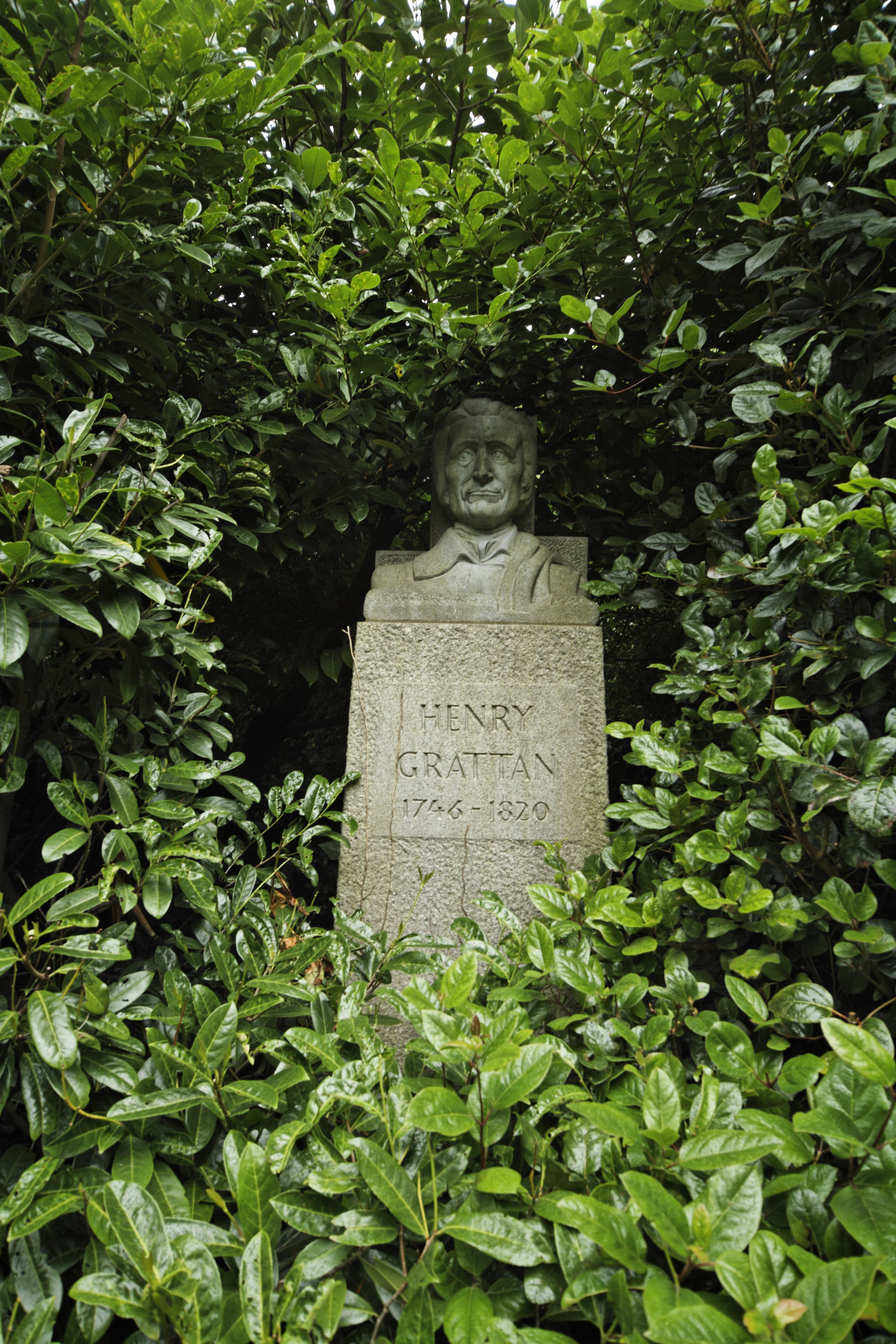
Grattan-Denkmal am Merrion Square in Dublin

Während der nächsten fünf Jahre zog sich Grattan aus dem politischen Leben zurück, ehe er 1805 für Dublin City Mitglied des britischen House of Commons wurde. Dort nahm er zunächst einen Platz als Hinterbänkler ein bis ihn Charles James Fox mit den Worten „Dies ist kein Platz für den irischen Demosthenes!“ (‚This is no place for the Irish Demosthenes!‘) zur Einnahme eines Sitzes in seiner Nähe aufforderte.
In seiner ersten Rede befasste er sich mit der katholischen Frage. Diese Rede wurde im Jährlichen Register des Parlaments als „eine der brillantesten und ausdrucksvollsten Reden, die jemals in den Mauern des Parlaments gehalten wurde“ bezeichnet. Als im Januar 1806 William Wyndham Grenville Premierminister und Fox Außenminister wurde, boten diese Grattan ein Regierungsamt an, was dieser allerdings ablehnte. 
1807 zeigte er die Stärke seiner Urteilskraft und seinen unterstützenden Charakter, trotz der Unpopularität in Irland, bei der Frage des Umgangs mit der Situation in Irland. Die Katholikenemanzipation, für die er immer noch nachdrücklich eintrat, wurde schwieriger wegen der Frage, ob beim britischen Monarchen ein Veto hinsichtlich der Ernennung römisch-katholischer Bischöfe bestehen sollte. Grattan unterstützte ein derartiges Vetorecht, allerdings entstand eine sehr extreme katholische Partei in Irland unter der Führung von Daniel O’Connell. Dies hatte zur Folge, dass Grattans Einfluss allmählich zurückging.
Nach 1810 hielt er kaum noch Reden im Unterhaus bis auf eine bemerkenswerte Ausnahme im Jahr 1815, als er sich von den Whigs lossagte und die letzten Gefechte gegen Napoleon Bonaparte unterstützte. Seine allerletzte Rede hielt er 1819 und unterstrich dabei erneut seine Ablehnung der Union mit den Worten:
„Die Hochzeit, die stattgefunden hat, ist nun die Pflicht, wie es sein sollte die Neigung eines jeden einzelnen, um sie so fruchtbar, so rentabel und so vorteilhaft wie möglich zu machen.“
‚The marriage having taken place it is now the duty, as it ought to be the inclination, of every individual to render it as fruitful, as profitable and as advantageous as possible.‘
Im Sommer 1820 wurde er nach der Überfahrt von Irland nach London ernsthaft krank und konnte die katholische Frage nicht erneut vorbringen. Auf seinem Sterbebett soll er edel über Robert Stewart, 2. Marquess of Londonderry sowie seinen ehemaligen Rivalen John Flood gesprochen haben. Nach seinem Tod am 6. Juni 1820 wurde er in Westminster Abbey der Nähe von William Pitt und Charles James Fox beigesetzt. Darüber hinaus wurde eine Büste in der äußeren Lobby des Palace of Westminster aufgestellt.
Grattan war seit 1782 mit Henrietta Fitzgerald verheiratet und hatte mit dieser zwei Söhne und zwei Töchter.